# Fengxiang, Heilongjiang
Fengxiang (kinesiska: 凤翔, 凤翔镇, 萝北县) är en häradshuvudort i Kina. Den ligger i provinsen Heilongjiang, i den nordöstra delen av landet, omkring 380 kilometer nordost om provinshuvudstaden Harbin. Antalet invånare är 42 109.
Runt Fengxiang är det ganska glesbefolkat, med 39 invånare per kvadratkilometer. Fengxiang är det största samhället i trakten. Trakten runt Fengxiang består till största delen av jordbruksmark.
Genomsnittlig årsnederbörd är 937 millimeter. Den regnigaste månaden är juli, med i genomsnitt 225 mm nederbörd, och den torraste är januari, med 10 mm nederbörd.